# Guarambaré
Guarambaré é um distrito do Paraguai localizado no departamento Central.
Em 1539, foi fundado um povoado no lugar por Domingo Martínez de Irala.
Em 1580, os franciscanos Luís de Bolaños e Alonso de San Buenaventura fundaram uma redução no lugar para evangelizar nativos da etnia guarani.

## Transporte
O município de Guarambaré é servido pelas seguintes rodovias:
- Caminho em pavimento ligando a cidade ao município de Mbuyapey (Departamento de Paraguarí)
- Caminho em pavimento ligando a cidade de Villeta ao município de Julián Augusto Saldívar
- Ruta 01, que liga a cidade de Assunção ao município de Encarnación (Departamento de Itapúa).[2][3][4]

{{referências}